# Létszükségleti javak
Létszükségleti javaknak hívja a mikroökonómia azokat a javakat, amelyeknek a kereslete a jövedelem változásánál kisebb arányban nő, szemben a luxus- és alsóbbrendű javakkal. A  létszükségleti javak esetében a kereslet nem jövedelemrugalmas, tehát a jövedelemrugalmasság kisebb 1-nél, de nem negatív (1% jövedelemnövekedés a létszükségleti javak iránti kereslet 1%-nál kisebb mértékű növekedéséhez vezet). Ez azt jelenti, hogy ha a fogyasztóknak nő a jövedelme, akkor nem fogyasztanak sokkal többet az ilyen típusú jószágokból. Mindez fordítva is igaz: a jövedelem csökkenésével a jövedelemnél kisebb mértékben csökken a létszükségleti javak iránti kereslet, mivel ezekre a javakra (legalábbis egy bizonyos mennyiségre) minden jövedelemszint mellett szükség van.